# Dein Weg

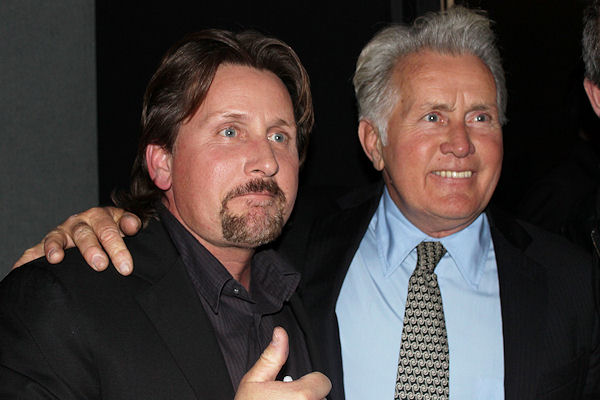
Martin Sheen und sein Sohn Emilio Estevez

Dein Weg (Originaltitel: The Way) ist ein US-amerikanisch-spanisches Filmdrama von Emilio Estevez aus dem Jahr 2010.
Der Film ist eine Zusammenarbeit zwischen Martin Sheen in der Hauptrolle und seinem Sohn, dem Regisseur Emilio Estevez, zu Ehren des durch Nordspanien verlaufenden Jakobswegs Camino Francés (span. Camino de Santiago) und zur Förderung der traditionellen Wallfahrt. Inspiriert wurde Estevez von Jack Hitts Off the Road. A Modern-Day Walk Down the Pilgrim’s Route into Spain (2005).

## Handlung
Thomas „Tom“ Avery ist ein erfolgreicher US-amerikanischer Augenarzt. Sein erwachsener Sohn Daniel hat seine Doktorarbeit abgebrochen und ist nach Frankreich gereist, um den Jakobsweg zu gehen und – im Gegensatz zu seinem Vater – mehr von der Welt zu sehen. Beim Golfspiel mit Freunden ereilt Tom die Nachricht, dass Daniel bereits am ersten Tag seines Weges in den Pyrenäen bei einem Unwetter ums Leben gekommen ist. Tom reist nach Saint-Jean-Pied-de-Port, um Daniels Leiche nach Hause zu überführen. Nach einigen Gesprächen mit dem einfühlsamen Polizisten Capitano Henri, selbst mehrfach Pilger auf dem Weg, ändert er jedoch seine Pläne: Anstatt den Leichnam seines Sohnes in die USA zu holen, beschließt er, ihn kremieren zu lassen und sich an Stelle seines Sohnes auf den alten, rund 800 Kilometer langen Pfad Richtung Santiago de Compostela zu begeben. So will er seine Trauer verarbeiten und den Sohn ehren, indem er die Asche Daniels am Wegesrand verstreut. Auf seinem ganzen Weg hat Tom immer wieder kurze Visionen von Daniel, der ihm am Wegesrand oder unter anderen Menschen erscheint und meist kurz zulächelt. 
Zunächst in verbissenem Alleingang, öffnet sich Tom im Lauf der Zeit für die Begegnung mit weiteren Pilgern, die alle auf der Suche nach mehr Sinn in ihrem Leben sind. Mit dreien von ihnen findet er sich zunächst widerstrebend zu einer Gemeinschaft zusammen: Joost ist ein übergewichtiger Niederländer, der den Camino zum Abnehmen gehen will, aber jede Gelegenheit zu einem deftigen Imbiss nutzt. Er ist ein freundlicher, extrovertierter Mensch, der jedoch für Toms Geschmack zu viel redet. Als Nächstes trifft Tom die Kanadierin Sarah, die vor ihrem gewalttätigen Ehemann flieht. Die herbe, kettenrauchende Schönheit äußert allerhand falsche Thesen über Toms Motivation, den Weg zu gehen, die er mit erstaunlicher Toleranz unkommentiert lässt. Schließlich treffen sie auf Jack, einen irischen Reiseautor mit Schreibblockade. Andere Begegnungen mit Pilgern sind beeindruckend, wie z. B. die mit dem krebskranken älteren Priester Father Jack aus New York City, doch bleibt die Vierergruppe nun unter sich.
Ein Wendepunkt ergibt sich an einem Abend, wo Tom in einer Herberge nach erheblichem Alkoholkonsum seine Mitpilger beleidigt und randaliert. Er wird von der Polizei festgesetzt, aber seine neuen Freunde legen zusammen und holen ihn auf Kaution aus dem Gefängnis. Tom revanchiert sich am nächsten Abend durch eine Einladung in ein äußerst nobles Hotel, mit dessen Luxus die mittlerweile von Sammelherbergen mit Stockbetten geprägten Pilger kaum noch etwas anzufangen wissen. Sarah bringt Joost dazu, ihr Toms Geheimnis zu verraten, und outet sich nach einer massiven Verstimmung Tom gegenüber als Frau, die durch die Gewalt des Ehemannes ebenfalls ein Kind verloren hat.
In Burgos sind die Pilger durch ein Wiedersehen mit Father Jack und dessen Begleitern abgelenkt, so dass ein junger Rom Toms Rucksack stehlen kann. Nach einer atemlosen Verfolgungsjagd verschwindet der junge Mann in einer unübersichtlichen Siedlung; Tom ruft laut den Appell hinaus, ihm wenigstens das Kästchen mit Daniels Asche zurückzugeben, den Rest könne der Dieb behalten. Wider Erwarten erscheint abends der Vater des Jungen in der Herberge und entschuldigt sich; der Junge muss den Rucksack zurückerstatten. Zudem wird die Pilgergruppe zu einem Familienfest am Lagerfeuer eingeladen, das die ganze Nacht dauert. Am nächsten Morgen begleiten Vater und Sohn die Pilger bis zur Stadtgrenze, wobei der Sohn zur Buße Toms Rucksack tragen muss. Der Vater, der Toms Situation intuitiv erfasst, rät ihm, die Pilgerreise nicht in Santiago zu beenden, sondern weiterzuwandern nach Muxia, um dort die Asche seines Sohnes dem Atlantik zu übergeben.
Auf den letzten Kilometern nach Santiago stimmt Tom zu, dass Jack seine Geschichte für ein Buch verwenden darf, was dessen Schreibblockade auflöst. In der Kathedrale von Santiago de Compostela angelangt, begeht jeder der vier das Ende der Pilgerreise auf seine Weise; nur Joost, der sich aus den scheinbar oberflächlichsten Gründen auf den Weg gemacht hat, hält die traditionellen Rituale ein. Tom hat den Eindruck, dass Daniel einer der Mönche ist, die das berühmte Weihrauchfass mit Seilen zum Schwingen bringen. Als Tom sich nach einem vermeintlichen Abschied von seinen Kameraden schließlich auf den Weg nach Muxia macht, trotten die anderen drei ihm hinterher; tatsächlich findet ihre persönliche Reise erst an der Atlantikküste ihr Ende, nachdem Tom die restliche Asche Daniels über Klippen und Brandung verstreut hat.
In der letzten Szene sieht man Tom in warmem Abendlicht, wie er mit Daniels Rucksack durch einen Bazaar in Marrakesch wandert.

## Besetzung
Ursprünglich waren Michael Douglas und Mel Gibson für die Hauptrolle vorgeschlagen, doch schließlich hat Estevez die Rolle der Hauptfigur speziell für seinen Vater geschrieben.
Neben den Hauptcharakteren sind im Film ausschließlich echte Pilger aus der ganzen Welt zu sehen. In einer Szene spielt eine Gruppe realer Roma aus Burgos.

## Kritik
Das Lexikon des internationalen Films sah „eine höchst reizvolle Auseinandersetzung mit dem Jakobsweg, die die Vielgestaltigkeit und Ambivalenzen modernen Pilgerns reflektiert. Jenseits üblicher „Wellness“-Frömmigkeit nimmt der Film mit auf eine äußerlich ruhige, aber von inneren Spannungen geprägte Reise, die von dezidiert areligiösen Figuren unternommen wird, trotzdem aber spirituelle Dimensionen berührt“.
Neil Genzlinger lobte in der New York Times Martin Sheen als sehr überzeugenden Schauspieler und seinen Sohn Emilio Estevez als empfindsamen Regisseur. Er schließt mit dem Urteil, die Schönheit des Filmes liege in der Tat darin, dass Estevez nicht explizit darstelle, was die vier feinen Schauspieler in ihren Rollen jeweils finden, außer der Freundschaft. Er ließe sie vermitteln, dass persönliche Änderungen nicht mit großen Fanfarenstößen angekündigt werden.
Für das Portal film-rezensionen.de ist „Dein Weg“ ein „kleiner und leiser Film über Menschen und ihre Geschichten“, der „wohltuend authentisch“ und „lebensbejahend“ ist.
Robert Zollitsch – von 2008 bis 2014 Vorsitzender der Deutschen Bischofskonferenz – fand nach der Pressevorführung lobende Worte für den Film: „… ein sehenswerter Film – nicht nur für Christen, sondern für alle Menschen, die unterwegs und auf der Suche sind.“ Detlef Lienau analysiert den Film religiös als Weg durch den Tod. Die Rituale des Pilgerns ermöglichen es dem Vater, sich mit dem Lebenskonzept des Sohnes zu identifizieren.

## Sonstiges
Estevez widmete diesen Film seinem Großvater, Francisco Estevez (1898–1974).